# ماري كامينغز
ماري (ميسي) كامينغز (بالإنجليزية: Mary (Missy) Cummings) (من مواليد 1966) وهي أستاذة مشاركة ومديرة لمختبر في جامعة ديوك. كانت واحدة من أول الطيارات المقاتلات للولايات المتحدة الأمريكية.

## تعليمها
إلتحقت ب أكاديمية الولايات المتحدة البحرية، وتخرجت بدرجة البكالوريوس في الرياضيات عام 1988 ؛ حصلت على درجة الماجستير في هندسة نظم الفضاء من كلية الدراسات العليا البحرية في عام 1994 وحصلت على درجة الدكتوراه في هندسة النظم من جامعة فرجينيا في عام 2003.
أمضت كامينغز أحد عشر عامًا (1988-1999) ضابطة بحرية وطيارة عسكرية، وحصلت على رتبة ملازم أول، وكانت أحد أول الطيارين المقاتلين الإناث في سلاح الطيران، حلقت على طائرة إف/إيه-18 هورنت. وأصبحت طيارة مقاتلة بعد فترة وجيزة من إلغاء سياسة الاستبعاد في عام 1993، ويروي كتابها «عش الدبابير» تجربتها مع التمييز والعداء كأحد النساء الأوائل في مجتمع المقاتلين. كان أول نداء لها هو ميدوسا  وكان ثانيها هو Shrew. في مقابلة على «ذا ديلي شو» مع جون ستيوارت، وصفت شعورها أثناء نداءها الأول بالروعة.
عملت كمدربة في البحرية الأمريكية في جامعة ولاية بنسلفانيا، وأستاذة مساعدة في جامعة فرجينيا للتقنية في قسم أساسيات الهندسة، وأستاذة مشاركة في الملاحة الجوية والملاحة الفضائية في معهد ماساتشوستس للتكنولوجيا.
وهي حالياً أستاذة مشاركة في قسم الهندسة الميكانيكية وعلوم المواد بجامعة ديوك، ومعهد دوق لعلوم الدماغ، ودائرة الهندسة الكهربائية وهندسة الحاسبات. وهي أيضًا أستاذة تابعة في قسم علوم الطيران والملاحة التابعة لجامعة واشنطن.
تتمتع كامينغز بمعرفة وطيدة بالطيران والعسكرية، وهي تواصل بحثها في التفاعل بين الإنسان والتكنولوجيا، وكذلك في عملها حول سياسة الطائرات بدون طيار.

## عملها
تشمل اهتماماتها البحثية التفاعل البشري مع أنظمة المركبات الذاتية والبشر ودعم اتخاذ القرار والتفاعل الإنساني الحاسوبي والتأثير الأخلاقي والاجتماعي للتكنولوجيا. وقد نشرت أبحاثًا حول دور المشغلين البشريين في حلقات التحكم في النظام.
وتشمل اهتماماتها البحثية أيضاً الرقابة البشرية، والتفاعل بين الإنسان بدون طيار، وصنع القرار التعاوني بين الإنسان والحاسوب، والتأثير الأخلاقي والاجتماعي للتكنولوجيا.
تعمل كامينغز حالياً أستاذاً في كلية الهندسة بجامعة ديوك برات، ومعهد دوق لعلوم الدماغ، وهي مديرة مختبرالحكم الذاتي ودوك روبوت. وهي اليوم أستاذة معيدة في معهد ماساتشوستس للتكنولوجيا في التعيينات في قسم الملاحة الجوية والملاحة الفضائية وفي قسم الأنظمة الهندسية، وتدير مختبر البشر والأتمتة (HAL). وهي حاصلة على تعيينات مشتركة في قسم نظم الهندسة بمعهد ماساتشوستس للتكنولوجيا ومعهد علوم الكمبيوتر والذكاء الاصطناعي (CSAIL). تشمل خبرتها السابقة في التدريس إصدار تعليمات إلى البحرية الأمريكية في جامعة ولاية بنسلفانيا، وكأستاذة مساعدة في قسم أساسيات هندسة التكنولوجيا في جامعة فرجينيا. تشمل اهتماماتها البحثية التفاعل البشري مع أنظمة المركبات ذاتية الحكم، ونمذجة التفاعل البشري مع الأنظمة المعقدة، وتصميم دعم القرار للنظم المضغوطة بالوقت.
على مدار العام الماضي، صممت كامينغز وطلابها تطبيقًا على الأيفون يمكنه التحكم في طائرة صغيرة بدون طيار تدعى رطلًا رباعيًا - وهي طائرة هليكوبتر صغيرة مزودة بأربعة مراوح وكاميرا ملحقة بها. عندما يقوم المستخدم بإمالة جهاز الأيفون في الاتجاه الذي يرغب في تحريك الطائرة بدون طيار، يقوم التطبيق بإرسال إحداثيات GPS إلى الطائرة بدون طيار لمساعدتها على التنقل باستخدام أجهزة استشعار مدمجة. تستخدم الطائرات بدون طيار أشعة ليزر سريعة المسح لإنشاء نماذج إلكترونية سريعة لبيئتها، ثم ترسل هذه الطرازات مرة أخرى إلى جهاز الأيفون في شكل خرائط فيديو وصور سهلة القراءة. يقوم الجيش وشركة بوينج بتمويل ذلك البحث، ويمكن استخدام هذه التقنية لأغراض غير عسكرية، مثل الشرطة عندما تحتاج إلى جهاز للمساعدة في مراقبة الحشود الكبيرة.
واليوم، تعمل كامينغز في اللجنة الاستشارية للبحوث البحرية، ولجنة تنفيذ النظام الجوي بدون طيار في ولاية كارولينا الشمالية ولجنة ستيمسون بشأن سياسة الطائرات بدون طيار في الولايات المتحدة.

## وصلات خارجية
- Hargrave Pioneers: Mary Louise (Missy) Cummings
- Missy Cumming's profile on EngineerGirl.org
- http://hal.pratt.duke.edu/people
- http://news.mit.edu/2010/profile-cummings-0405
- http://pratt.duke.edu/about/news/former-fighter-pilot-steers-nation%E2%80%99s-course-pilotless-drones
- http://www.tedmed.com/speakers/show?id=6623
- http://www.dukechronicle.com/article/2015/09/former-fighter-pilot-duke-prof-missy-cummings-talks-drones
- http://cerici.org/documents/2009%20-%20AUVSI/AUVSI-researchers/Cummings-bio.pdf